# Санта-Клара (река, впадает в Тихий океан)
Санта-Клара (англ. Santa Clara River) — крупная река на юге штата Калифорния, США. В административном отношении протекает по территории округов Лос-Анджелес и Вентура. Составляет 134 км в длину; площадь бассейна — 4144 км². Расход воды — 5 м³/с (Вентура).
Берёт начало на северных склонах хребта Сан-Габриель, вблизи шоссе Анджелес-Форест, на территории национального леса Анджелес. Несколько верховий сливаются у городка Актон в единый поток, который течёт далее на запад через каньон Соледад. Вблизи городка Каньон-Кантри реку пересекает калифорнийское шоссе № 14. Хребет Сьерра-Пелона на севере является дополнительным водосбором. В районе города Санта-Кларита река принимает притоки Букет-Крик, Пласерита-Крик и Сан-Франсискито-Крик. Русло реки в этих местах остаётся сухим большую часть года, за исключением времени, когда выпадают сильные осадки. Далее реку пересекает шоссе I-5 и она принимает крупный приток Кастаик-Крик.

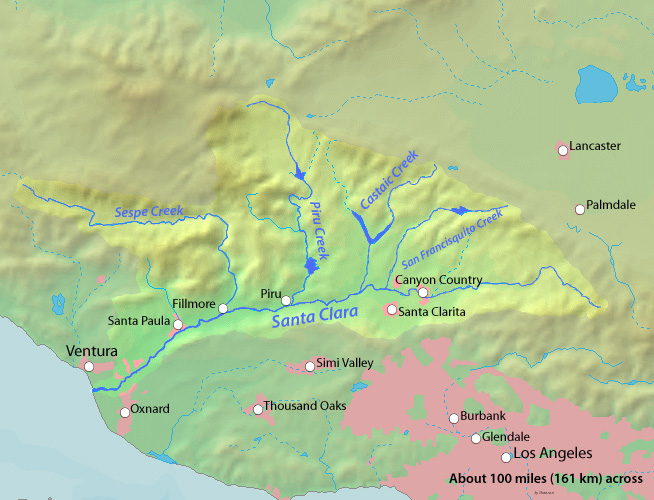
Карта бассейна реки Санта-Клара

Ниже места впадения Кастаик-Крик Санта-Клара течёт преимущественно в юго-западном направлении через долину Санта-Кларита. Здесь она принимает крупные правые притоки Пиру-Крик и Сеспе-Крик. В нижнем течении протекает через широкую прибрежную равнину Окснард. Впадает в Тихий океан между городами Вентура и Окснард.
Бассейн реки ограничен с юга хребтом Санта-Сусанна, с востока — хребтом Сан-Габриель, с севера — хребтами Санта-Инез и Техачапи. На западе бассейн Санта-Клары граничит с бассейном рек Вентура и Матилиха; на северо-западе — с бассейном реки Санта-Инез. На севере лежит внутренний бассейн озера Туларе, на востоке — бассейн реки Мохаве и на юге — бассейн реки Лос-Анджелес. Санта-Клара является второй крупнейшей рекой Южной Калифорнии после реки Санта-Ана.